# Grup substituent

Benzilidè

Un grup substituent, abans anomenat radical, és un àtom o un grup d'àtoms que ocupen el lloc d'un àtom o més àtoms d'hidrogen de la cadena principal d'un hidrocarbur d'un grup funcional en concret.

## Nomenclatura

### Amb una única valència lliure

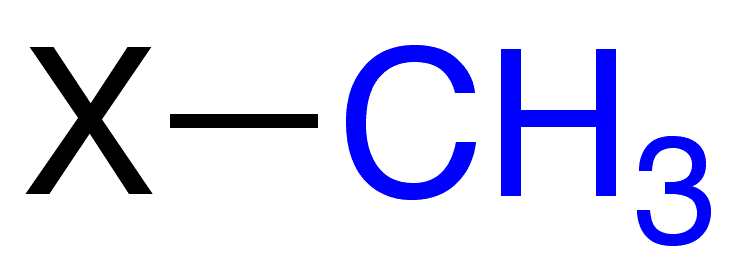
Metil.
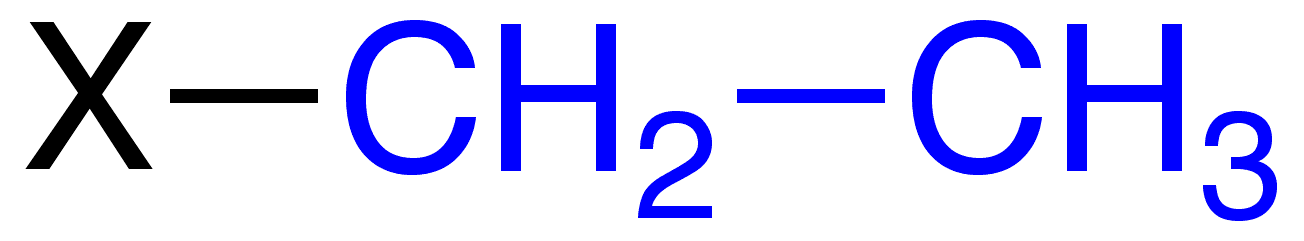
Etil.
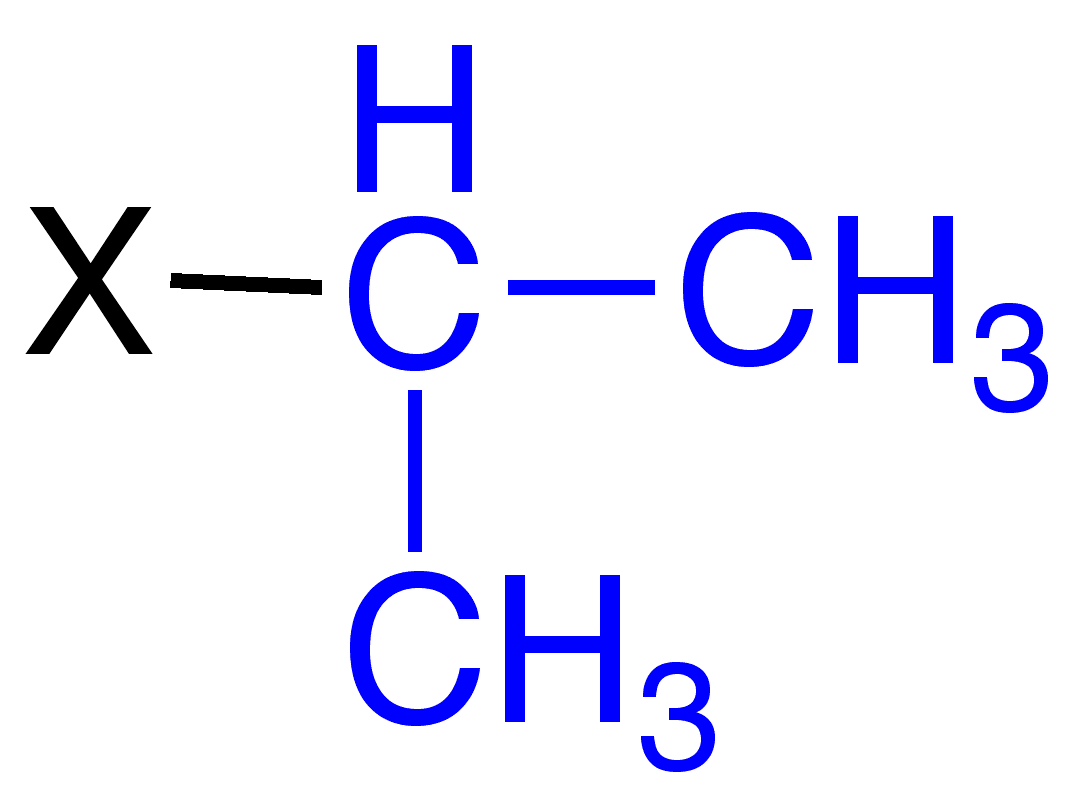
Isopropil.
Ciclopropil
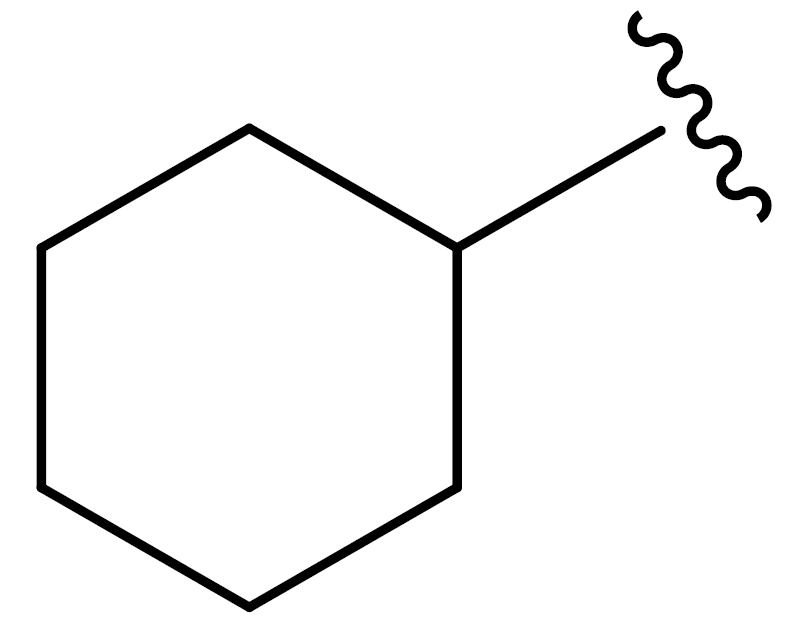
Ciclohexil

Els grups substituents univalents derivats d'hidrocarburs acíclics lineals saturats per pèrdua d'un hidrogen d'un àtom de carboni terminal s'anomenen reemplaçant la terminació «–à» del nom de l'hidrocarbur per «–il». Exemples: d'età s'obté l'etil {\displaystyle {\ce {CH3-CH2 -}}}, del butà l'1-butil o n-butil {\displaystyle {\ce {CH3-CH2-CH2-CH2 -}}}. De la mateixa manera s'anomenen els hidrocarburs monocíclics saturats. Exemples: del ciclopropà s'obté el ciclopropil, del ciclohexà el ciclohexil.
Els grups substituents ramificats univalents derivats dels alcans s'anomenen anteposant la designació de les cadenes laterals al nom del grup substituent lineal de cadena més llarga a partir del carboni amb valència lliure, al qual s'assigna el número 1, com ara el 2-metilpentil {\displaystyle {\ce {CH3CH2CH2CH2(CH3)CH2 -}}}.
Els noms dels grups substituents univalents derivats d'hidrocarburs acíclics insaturats (alquens i alquins) adopten les terminacions «–enil», «–inil», «–dienil», etc.; quan calgui s'indiquen les posicions dels dobles i triples enllaços. A l'àtom de carboni amb la valència lliure se li assigna el número 1. En són exemples l'etinil {\displaystyle {\ce {CH\equiv C{-}}}} i l'1-propenil {\displaystyle {\ce {CH3-CH=CH -}}}. Tanmateix, es conserven els noms: vinil per a etenil {\displaystyle {\ce {CH2=CH -}}}, al·lil per a 2-propenil {\displaystyle {\ce {CH2=CH-CH2 -}}} i isopropenil per a 1-metilvinil.

Fenil.
2-tolil.
Xilil.
Mesitil.
Benzil.

Els grups aril són els grups substituents univalents derivats d'hidrocarburs aromàtics monocíclics que tenen la valència lliure en un àtom de l'anell i s'anomenen com a grups substituents fenil substituïts. Es conserven els noms cumenil, mesitil, tolil i xilil. Exemples: fenil {\displaystyle {\ce {C6H5 -}}}, 2-propilfenil {\displaystyle {\ce {(C3H7)C6H5 -}}}. Es conserven els noms següents de grups substituents amb cadenes laterals: benzil {\displaystyle {\ce {C6H5-CH2 -}}}, benzhidril {\displaystyle {\ce {(C6H5)2CH -}}}, cinamil {\displaystyle {\ce {C6H5-CH=CH-CH2 -}}}, fenetil {\displaystyle {\ce {C6H5-CH2-CH2 -}}}, estiril {\displaystyle {\ce {C6H5-CH=CH -}}} i tritil {\displaystyle {\ce {(C6H5)3C -}}}.

### Amb més d'una valència lliure

Metilè (Metilidè)
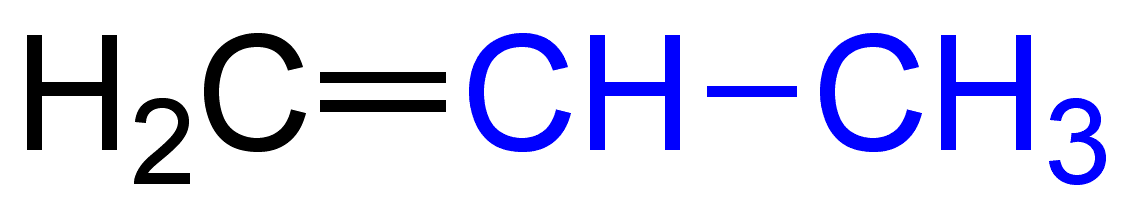
Etilidè
Metilidí.
Etilidí.
Propilidí.

Els grups substituents divalents i trivalents de grups substituents d'hidrocarburs acíclics univalents (els noms dels quals acaben en «–il») per eliminació d'un o dos àtoms d'hidrogen de l'àtom de carboni amb la valència lliure, s'anomenen amb el sufix «–idè» o «–idí», respectivament, que s'afegeix al nom del grup substituent univalent del qual deriven. A l'àtom de carboni amb valència lliure se li assigna el número 1. En són exemples el metilidí o metí {\displaystyle {\ce {CH\equiv }}} i l'etilidè {\displaystyle {\ce {CH3-CH=}}}. El grup {\displaystyle {\ce {CH2=}}} conserva el nom metilè. El grups substituents multivalents d'hidrocarburs aromàtics amb les valències lliure a la cadena lateral s'anomenen de la mateixa manera. Així el grup {\displaystyle {\ce {C6H5-C\equiv }}} s'anomena benzilidí, i el {\displaystyle {\ce {C6H5-CH=CH-CH=}}} cinamilidè. Els noms dels grups divalents derivats d'alcans lineals per eliminació d'un àtom d'hidrogen de cadascun dels dos àtoms de carboni terminals de la cadena, són: etilè {\displaystyle {\ce {-CH2-CH2 -}}}, trimetilè {\displaystyle {\ce {-CH2-CH2-CH2 -}}}, tetrametilè {\displaystyle {\ce {-CH2-CH2-CH2-CH2 -}}}.
Els grups substituents divalents derivats d'alquens, alcadiens, alquins, etc., no ramificats, per eliminació d'un àtom d'hidrogen de cada àtom de carboni terminal, s'anomenen reemplaçant les terminacions «–è», «–diè», «–í», etc. del nom de l'hidrocarbur per «–enilè», «–dienilè», «–inilè», etc., indicant, quan calgui, les posicions dels enllaços dobles i triples. Exemples: propenilè {\displaystyle {\ce {-CH2-CH2=CH -}}}, vinilè (etenilè) {\displaystyle {\ce {-CH=CH -}}}. Si en un mateix grup substituent hi ha presents diferents tipus de valència lliure, se citen i es numeren en l'ordre: «–il», «–ilidè», «–ilidí». Per exemple: butandiilidè {\displaystyle {\ce {=CH-CH2-CH2-CH=}}}, butandiilidí {\displaystyle {\ce {\equiv CH-CH2-CH2-CH\equiv }}}, 1-propanil-3-ilidè {\displaystyle {\ce {=CH-CH2-CH2 -}}}.